# Caradrina eucrinospila
Caradrina eucrinospila är en fjärilsart som beskrevs av Charles Boursin 1936. Caradrina eucrinospila ingår i släktet Caradrina och familjen nattflyn. Inga underarter finns listade i Catalogue of Life.